# Ярденіт
Ярденіт (англ. Yardenit, івр. ירדנית, араб. يردنيت) — місце виходу річки Йордан із Галілейського озера в Ізраїлі, де члени релігійних туристичних груп (паломники) і просто туристи мають можливість провести ритуальне занурення в води річки Йордан в пам'ять про хрещення Ісуса Христа (Хрещення Господнє) Іваном Хрестителем.

## Історія створення центру Ярденіт
Згідно з Євангелієм хрещення Іваном Хрестителем Ісуса відбулося в Каср аль Ехуді (Віфаварі), на північ від Мертвого моря і на схід від Єрихону. Протягом двох тисячоліть Каср аль Ехуд став місцем паломництва християн, де були побудовані монастирі. Після Шестиденної війни ці місця знаходяться на кордоні між Ізраїлем та Йорданією.

Ярденіт не має прямого відношення до хрещення Ісуса Христа, крім того, що теж знаходиться на річці Йордан. Ярденіт був вибраний через те, що це єдине доступне для туристів місце в Ізраїлі, у якому можна підійти до річки Йордан, решта річки знаходиться на кордоні з Йорданією і є недоступною. 

Паломники, які відвідують Ізраїль, хотіли би скористатися випадком і зануритись, а деякі й охреститися в священних водах Йордану. Для цієї мети уряд Ізраїлю виділив на річці Йордан спеціальне місце, де був побудований комплекс Ярденіт.

## Характеристики комплексу

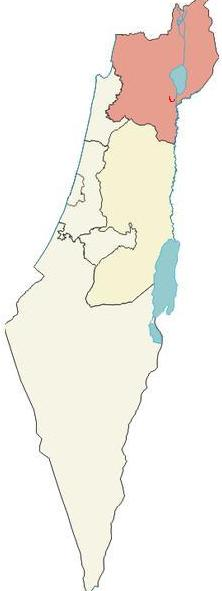
Північний округ на карті Ізраїлю (позначений рожевим кольором з червоною відміткою місця знаходження комплексу Ярденіт)

Ярденіт, на івриті ירדנית, з букв якого і походить це слово, знаходиться недалеко від витоку Йордану з озера Кінерет (Тивіреадське озеро, Галілейське море) та ізраїльського кібуцу Дганія (Північний округ Ізраїлю), де також знаходяться важливі для християн міста Назарет і Тверія). Комплексом Ярденіт керує кібуц Кінерет.

Комплекс Ярденіт добре обладнаний: побудовані зручні спуски до води, паломникам пропонуються різноманітні послуги: роздягальні, душові, кафе, магазини, в яких можна купити сувеніри, продукти, одяг для хрещення або його оренда на період занурення та інше.

До послуг відвідувачів центру також безкоштовна автомобільна (автобусна) стоянка, ресторан, туалети, бюро обслуговування тощо.

Щороку комплекс відвідують тисячі туристів з багатьох країн і континентів. Майже кожного дня, в будь-яку пору року центр відвідують паломники з України.

Ритуал очищення (хрещення) відбувається наступним чином: паломник (турист) арендує (купує) спеціальний білий одяг (довгу, до п'ят сорочку), переодягається в кабіні роздягальні, спускається по зручним сходам в воду, промовляє в думках молитви, хреститься і тричі з головою занурюється в священну воду Йордану. Потім користується душем, переодягається, повертає орендовану сорочку.

Не поодинокі випадки, коли паломники (частіше групами) прибувають в Ярденіт в супроводі свого священика, який проводить ритуал хрещення згідно з релігійними канонами.

Туристи в спеціально відгородженому місці річки мають змогу годувати птахів, величезної ваги сомів, зовсім ручних водяних щурів.

## Корисна інформація для відвідувачів
Адрес і контакти:

Baptismal site on the Jordan River, Kibbutz Kinneret, Jordan Valley 15118 Israel
Дістатися можна за допомогою рейсових автобусів з Єрусалиму № 961, 963, 964, автобусів північних міст Ізраїлю (Назарет, Тверія та ін.), які рухаються по шосе № 90.
Вартість відвідування Центру:

Безкоштовно. Можна купити або взяти напрокат одяг для хрещення.

Години роботи: 08.00-18.00 і напередодні свят 08.00-17.00.

Місце знаходження: Південний кінець озера Кінерет, шосе 90. Від шосе до Ярденіта 0,5 км.

## Фоторакурси комплексу Ярденіт

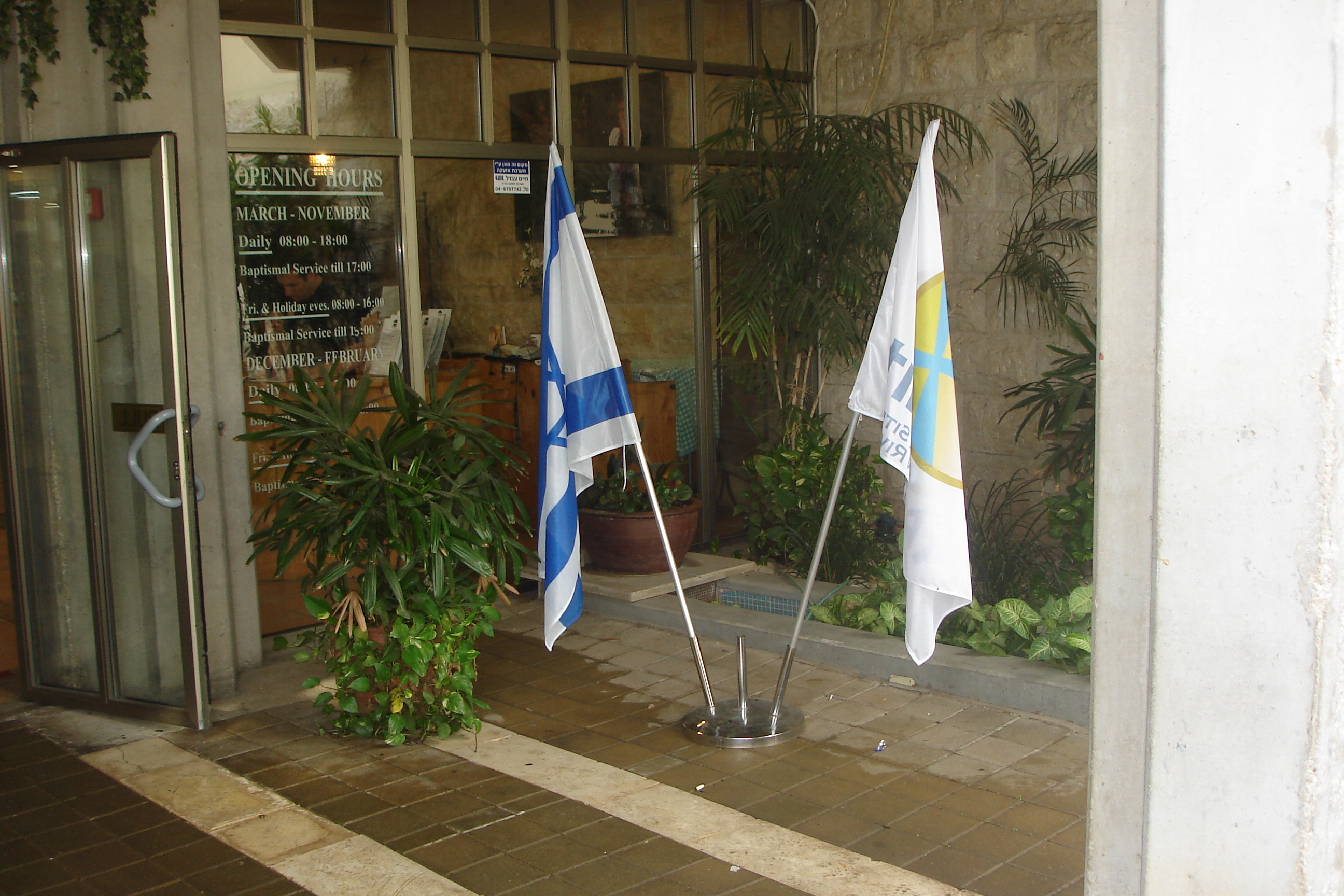
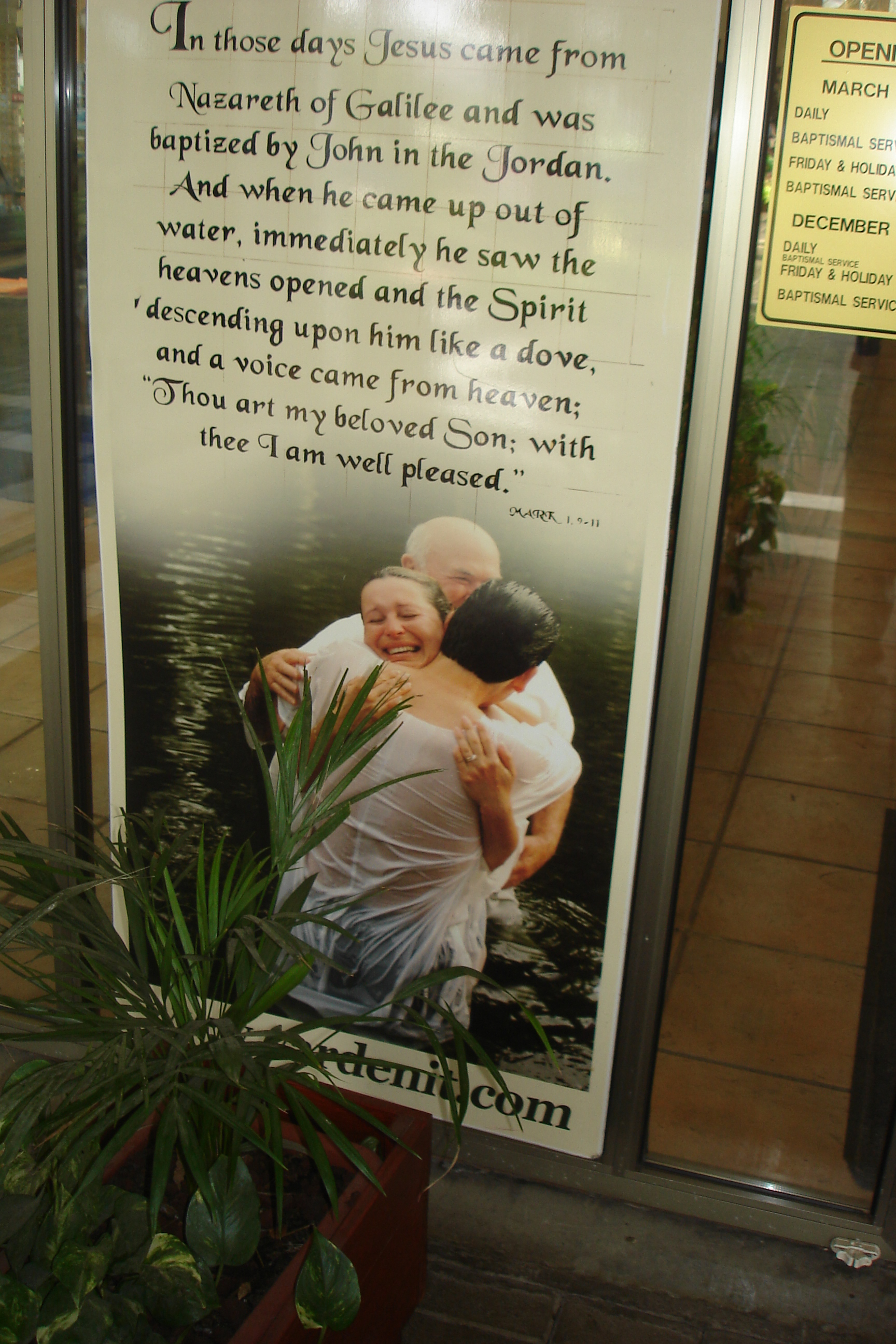
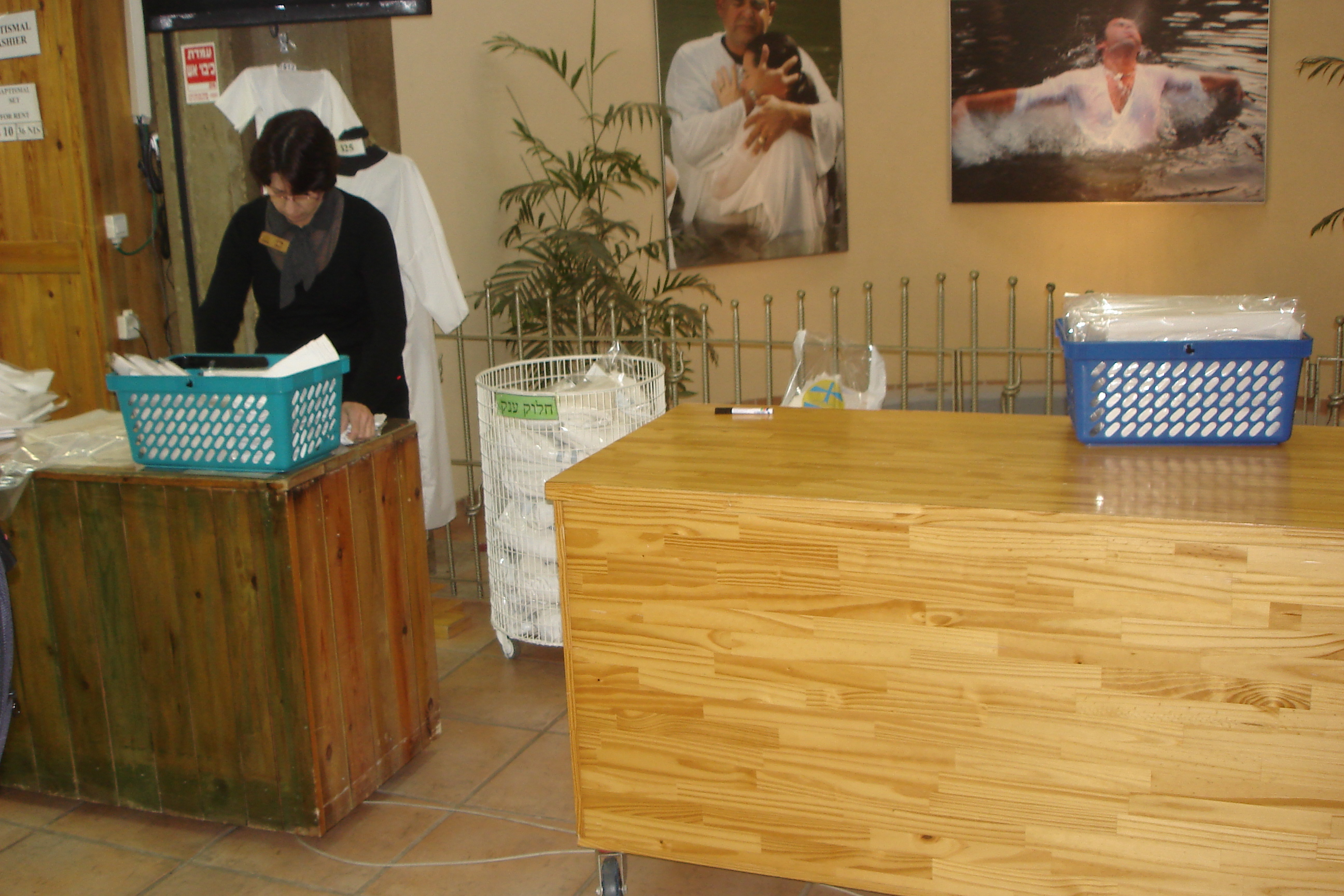
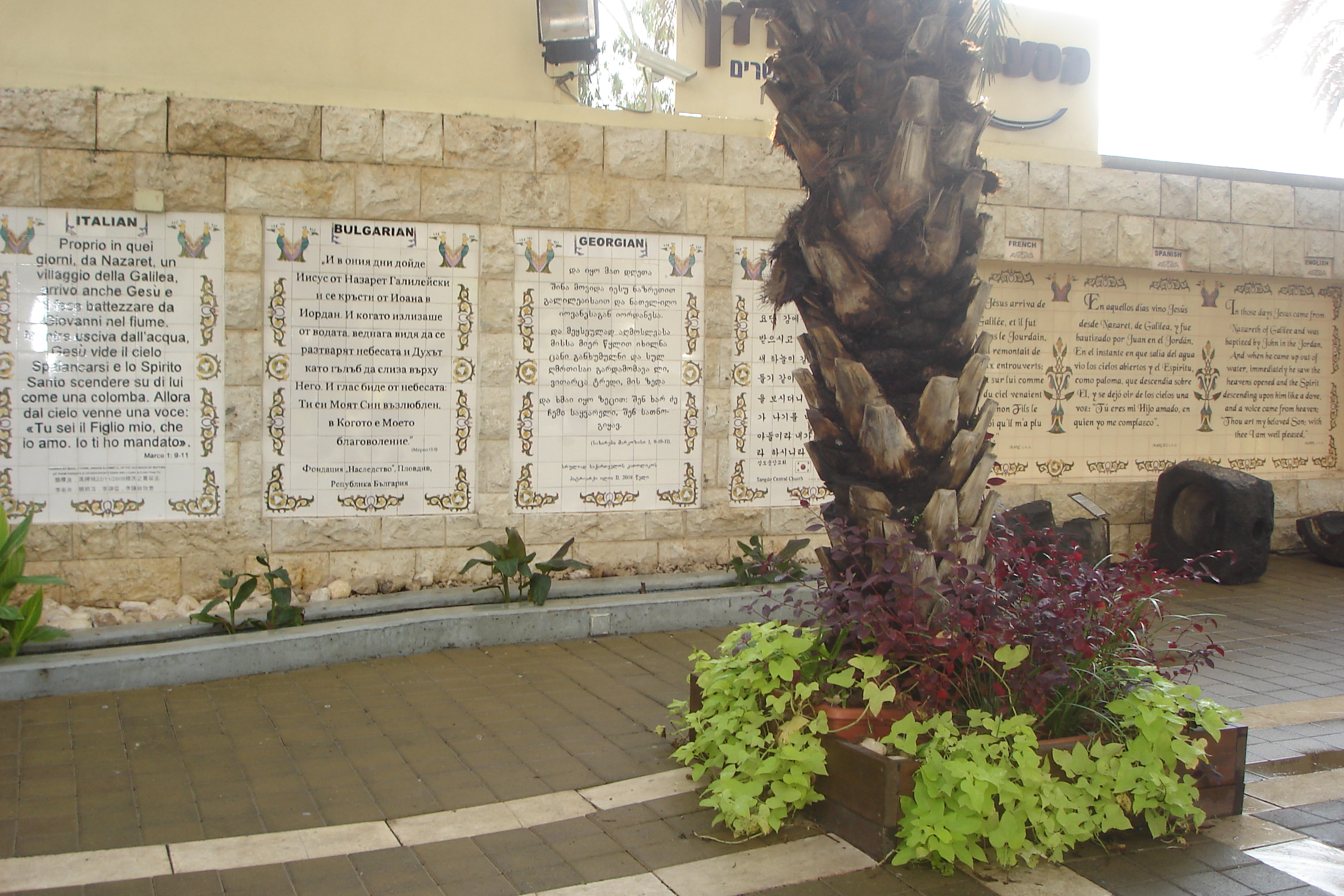
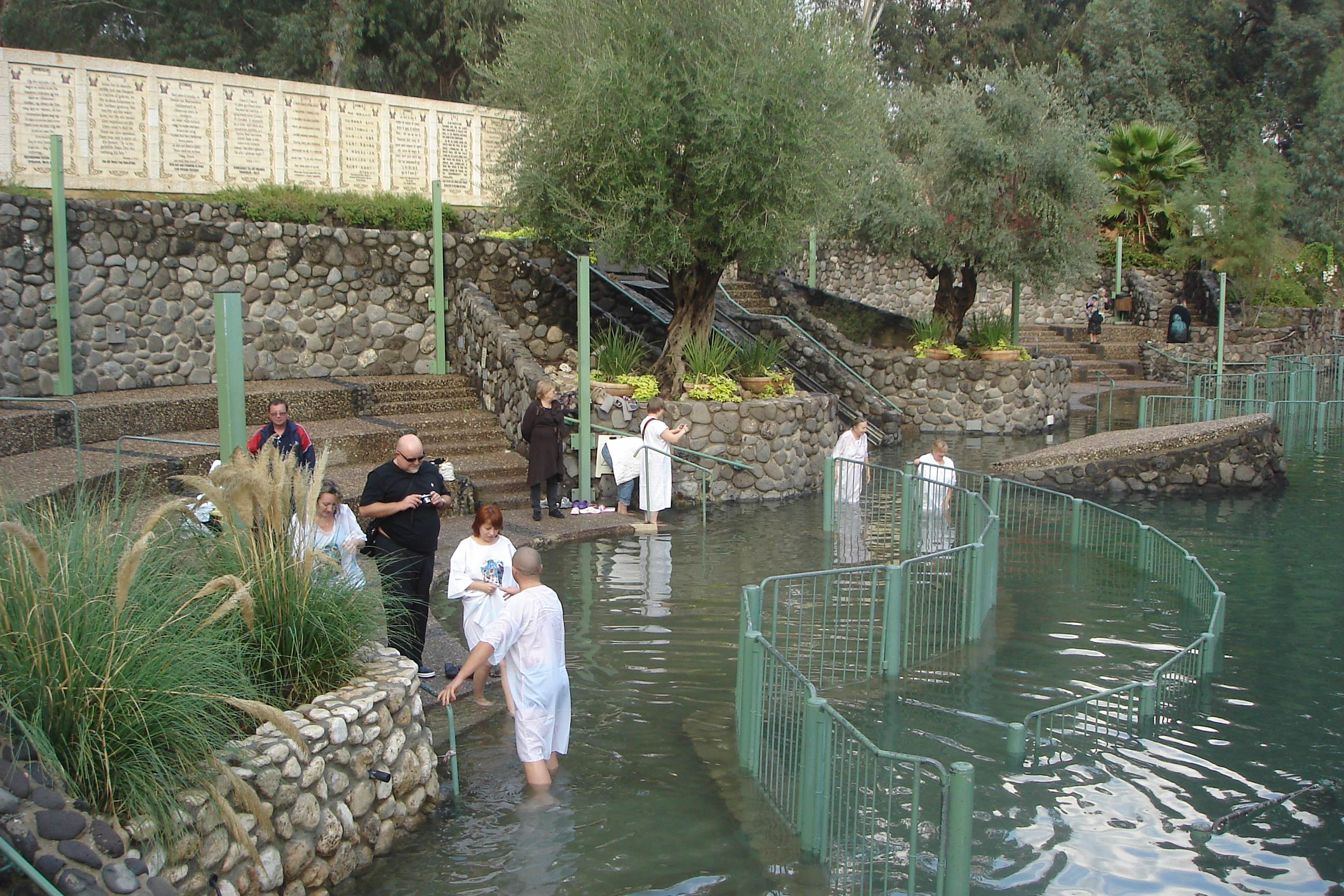
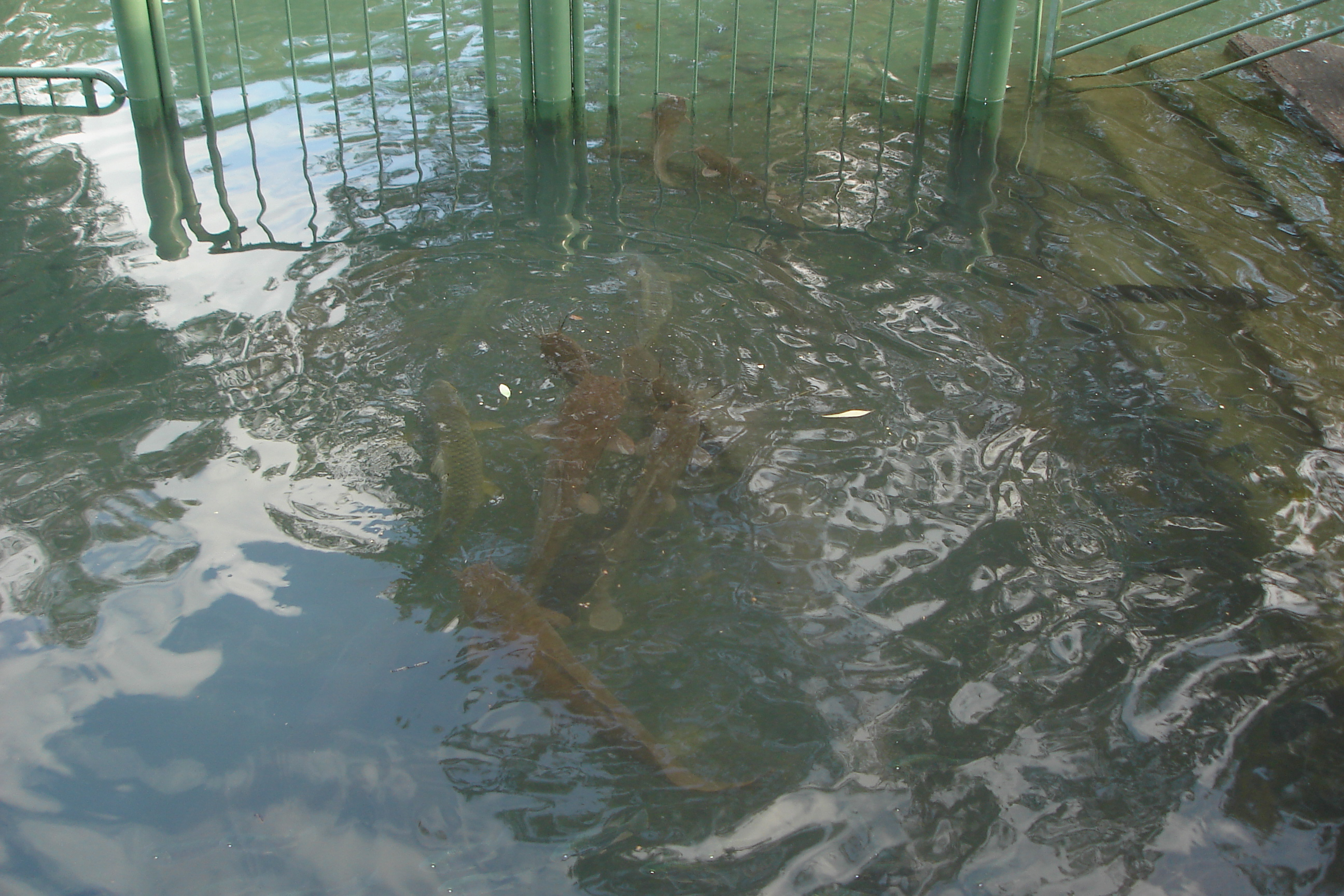
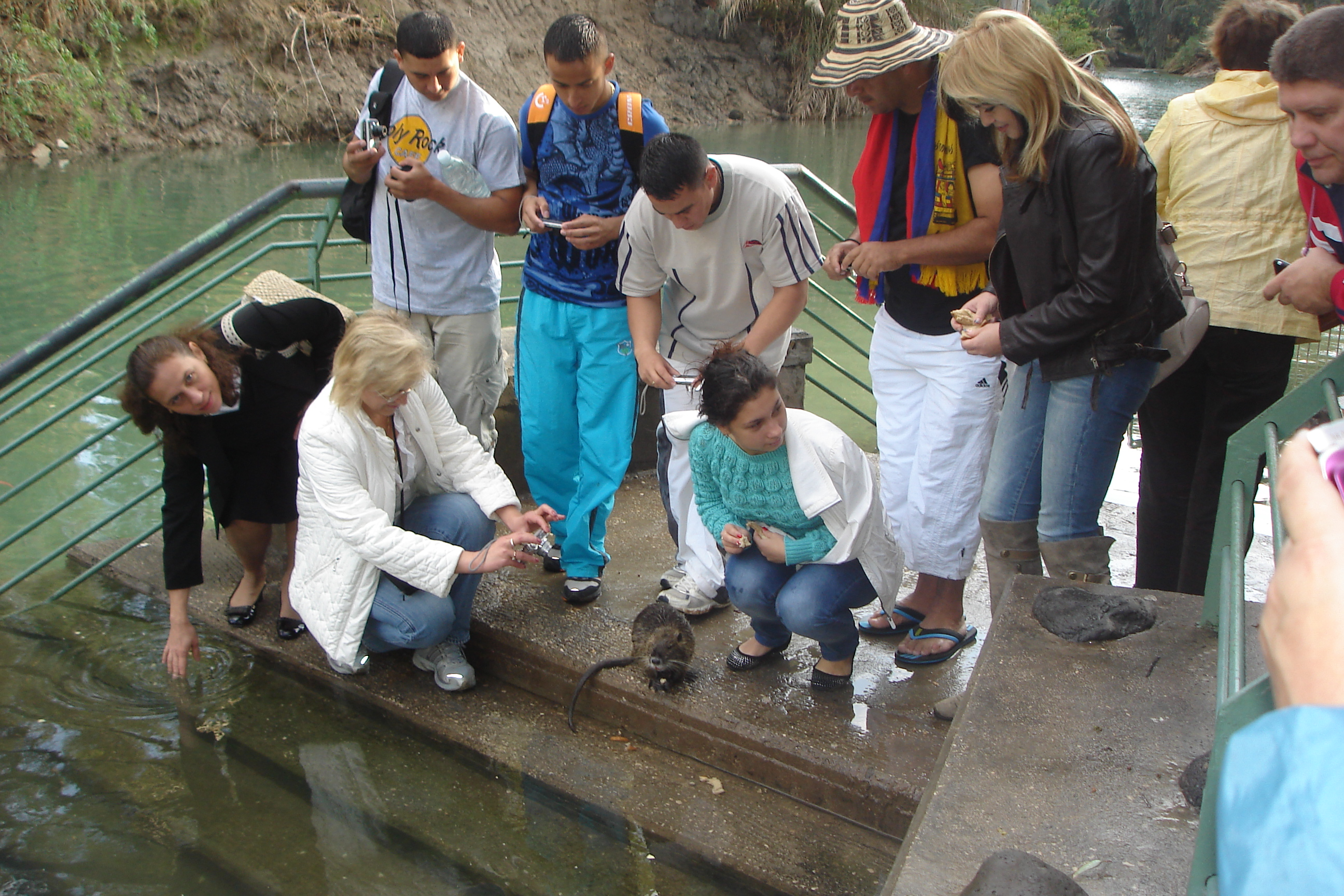